# Gustav Meyrink
Gustav Meyrink, oorspronkelijk Gustav Meyer (Wenen, 19 januari 1868 - Starnberg (Oberbayern), 4 december 1932) was een Oostenrijkse schrijver. De centra van zijn literaire werk waren Praag en München, en met beide had hij tijdens zijn leven een innige haat-liefdeverhouding.

## Leven
Gustav Meyrink werd in 1868 in Wenen geboren als buitenechtelijke zoon van de Württembergse staatsminister Karl von Varnbüler en hoftoneelspeelster Maria Meyer. Hij bracht zijn schoolperiode door in München, Hamburg en Praag. Vanaf 1889 was hij werkzaam als bankier in Praag, totdat er in 1902 onterecht beschuldigingen wegens bedrog tegen hem werden ingediend, die hem dwongen om zijn zaak te sluiten. In 1903 was hij redacteur van de Weense satirische tijdschriften Lieber Augustin en Simplicissimus, totdat hij in 1905 naar München verhuisde waar hij als onafhankelijke schrijver werkte. Van 1911 tot aan zijn dood in 1932 woonde hij in Starnberg. In 1927 ging hij van het protestantisme over naar het Mahayana-Boeddhisme.
Als een van eersten in het Duitse taalgebied schreef Meyrink fantastische romans; een belangrijke voorganger was E.T.A. Hoffmann. Terwijl zijn eerste werken afrekenen met de kleinburgerlijkheid van zijn tijd (De wonderhoorn van de burgerman), houden zijn latere boeken zich vooral bezig met buitenzinnelijke verschijnselen en de metafysieke betekenis van het bestaan (De Golem, Het groene gezicht, De witte Dominicaan, De Engel van het westelijke venster). Zowel in deze romans als in verschillende andere artikelen uitte Meyrink, die zelf al vroeg lid was van de theosofische Loge Germania, esoterisch-mystieke opvattingen, die onder andere elementen bevatten van het Boeddhisme, uit de joodse en christelijke mystiek evenals uit de theosofie en alchemie. Bij de Rozekruisers en Theosofen van de 20e eeuw, net als in het algemeen onder mensen met een belangstelling voor esoterie, vonden zijn boeken een bijzonder goed onthaal.
Meyrink vertaalde onder andere werk van Charles Dickens en Rudyard Kipling. Voor de Leipziger uitgeverij List verzorgde hij bovendien de vertaling van het in 1928 door George Sylvester Vierecks en Paul Eldridges gepubliceerde Mijn eerste 2000 jaar: autobiografie van de Eeuwige Jood.

## Werk

### Eigen geschriften
- Der heiße Soldat und andere Geschichten, Albert Langen, München 1903
- Orchideen. Sonderbare Geschichten, Albert Langen, München 1904
- Wachsfigurenkabinett. Sonderbare Geschichten. Met boekversiering door Andre Lambert, Langen, München 1907. Nederlandse vertaling: Het wassenbeeldenspel. Meulenhoff 1972
- Komödien (samen met Roda Roda): Bubi. Lustspiel in drei Akten / Die Sklavin aus Rhodus (volgens de eunuch van Publius Terentius, Afer, met een voorwoord door Wilhelm Klein) / Der Sanitätsrat, Schuster & Loeffler, Berlijn 1912
- Schloemp, Felix (Hg.): Das Gespensterbuch. Met een voorwoord door Gustav Meyrink en prenten van Paul Scheurich (Met bijdragen van E. Lytton-Bulwer, P. Mille, E. T. A. Hoffmann, G. de Maupassant, Merimee, H. H. Ewers, R. Kipling, E. A. Poe, G. Meyrink, K. H. Strobl, N. Gogol), Georg Müller, München 1913
- Des deutschen Spießers Wunderhorn. Gesammelte Novellen, 3 delen, Langen, München 1913
- Die Uhr. Ein Spiel in zwei Akten (zus. mit Roda Roda), Schuster & Loeffler, Berlin 1914
- Der Golem. Roman. Met acht lithographiën van Hugo Steiner-Prag, Kurt Wolff, Leipzig 1916. Nederlandse vertaling: De Golem. Meulenhoff 1973
- Das grüne Gesicht. Roman (met de romanfiguur Chidher Grün), Kurt Wolff, Leipzig 1916. Nederlandse vertaling: Het groene gezicht. Rozekruispers 1990.
- Fledermäuse. Sieben Geschichten, Kurt Wolff, Leipzig 1916
- Walpurgisnacht. Phantastischer Roman, Kurt Wolff, Leipzig 1917. Nederlandse vertaling: Walpurgisnacht. Rozekruispers 1999.
- Gesammelte Werke, 6 delen, Kurt Wolff, Leipzig 1917
- Der weiße Dominikaner. Aus dem Tagebuch eines Unsichtbaren. Roman, Rikola Verlag, Wien 1921. Nederlandse vertaling: Rozekruispers 1978
- Der violette Tod und andere Novellen, Reclam (RUB 6311), Leipzig o. J. (1922)
- An der Grenze des Jenseits (Essay), Dürr & Weber (Zellenbücherei 65), Leipzig 1923
- Meister Leonhard, Hyperion (Minibuch), München 1925
- Goldmachergeschichten, August Scherl Verlag, Berlin 1925
- Der Engel vom westlichen Fenster. Roman. Met een ets van John Dee, Grethlein & Co., Leipzig 1927. Nederlandse vertaling: De engel van het westelijk venster. Rozekruispers 1955.
- Das Haus zur letzten Latern. Nachgelassenes und Verstreutes, hg. v. Eduard Frank, Langen Müller, München 1973
- Fledermäuse. Erzählungen, Fragmente, Aufsätze, nieuwe editie (met een nawoord) door. Eduard Frank, Langen Müller, München 1981

### Als uitgever
- Das Buch vom lebendigen Gott (von Bô Yin Râ). Voorwoord van G. M., Verlag der weißen Bücher, Leipzig 1919
- Hexengeschichten (von Ludwig Bechstein). Voorwoord van G. M., Rikola Verlag, Wien 1922